# Tachileik District
Tachileik District är ett distrikt i Myanmar.   Det ligger i regionen Shanstaten, i den östra delen av landet, 400 km öster om huvudstaden Naypyidaw. Tachileik District gränsar till Mae Sai.